# Superrotació atmosfèrica
La superrotació atmosfèrica és l'estat en què l'atmosfera d'un planeta gira més ràpid que el mateix planeta. L'atmosfera de Venus és un exemple de superrotació extrema; l'atmosfera venusiana gira al voltant del planeta en només quatre dies terrestres, molt més ràpid que el dia sideral de Venus de 243 dies terrestres. La superrotació atmosfèrica també s'ha observat a Tità, la lluna més gran de Saturn.
Es creu que la termosfera de la Terra té una petita superrotació neta superior a la velocitat de rotació de la superfície, encara que les estimacions de la mida del fenomen varien àmpliament. Alguns models suggereixen que és probable que l'escalfament global provoqui un augment de la superrotació en el futur, inclosa la possible superrotació dels vents superficials.